# 前田章宏
前田 章宏（まえだ あきひろ、1983年6月19日 - ）は、愛知県名古屋市中川区出身の元プロ野球選手（捕手）、野球指導者、ブルペン捕手である。

## 経歴

### プロ入り前
中京大学附属中京高等学校時代は、2年時に第82回全国高等学校野球選手権大会に出場している。高校通算本塁打31本の記録を持つなど強肩強打の捕手として評価された。
2001年のドラフトで、中日ドラゴンズは寺原隼人（日南学園高校）を1位指名し、彼の交渉権を逃した場合の外れ1位候補として、前田や山井大介（河合楽器硬式野球部）らをリストアップしていた。そしてドラフト会議当日（2001年11月19日）、中日は読売ジャイアンツ（巨人）・横浜ベイスターズ・福岡ダイエーホークスとともに寺原を1位指名したが、寺原は抽選によりダイエーが交渉権を獲得。このため、中日は前田を外れ1位として指名した。中日がドラフト1位で捕手を指名した事例は当時、中村武志（1984年のドラフト1位）以来17年ぶりだった。また、前田の実家はナゴヤ球場（中日ドラゴンズ二軍の本拠地および一軍の旧本拠地）からごく近い場所にあり、地元の1位入団選手として期待された。
プロ入り当時、中日球団チーフスカウトの中田宗男は前田について、「素材では城島健司（ダイエー）に匹敵する」と高い評価を下していた。

### プロ入り後

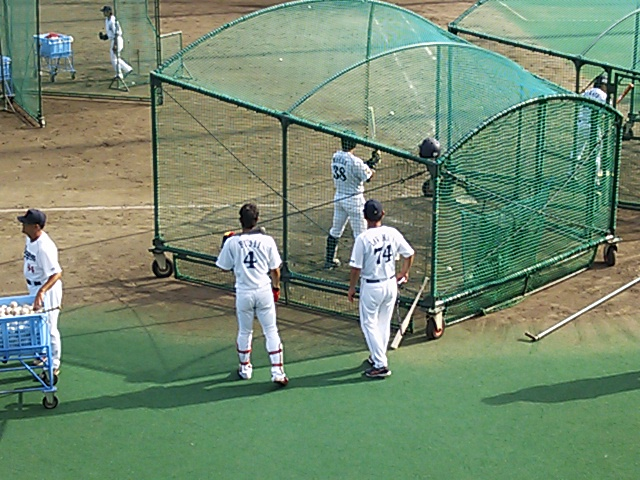
打撃練習中の前田選手

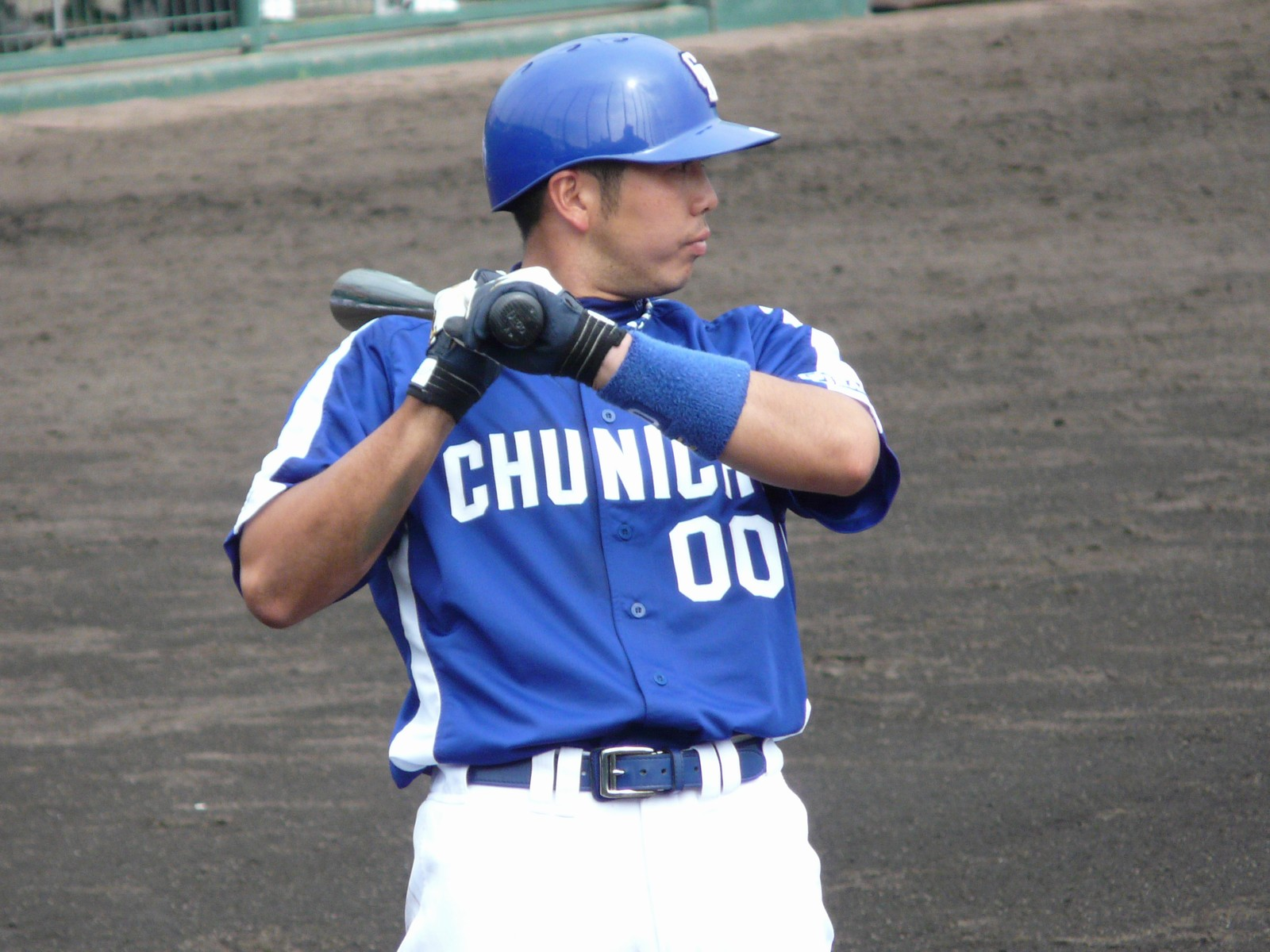
2008年6月26日（阪神鳴尾浜球場）

2002年は一軍出場なし。
2003年10月9日の対ヤクルト戦でプロ初出場を果たす。
2004年からは毎年数試合一軍の試合に出場する。
2007年はプロ1年目以来の一軍出場なしに終わり、二軍でも新入団した田中大輔がマスクを被る機会が多く、出場機会が減ってしまう。
2008年は、2年ぶりに一軍登録され、谷繁元信の故障もあり3試合に出場するも後半は二軍生活であった。オフに、ドミニカ・ウィンターリーグに野手として新井良太、藤井淳志と共に派遣されて、「エストレージャス・デル・オリエンテ」に所属。通算成績は3打数1安打だったが、積極的な姿勢が評価され、試合でマスクを被ることもできた。前田自身も「何か掴んだ気がします。」とコメントしている。
2009年は8年目のシーズンを迎えたが、新たに小山桂司が加入し、正念場を迎えることとなった。9月18日の横浜戦で、スティーブン・ランドルフから三遊間を抜けるプロ初安打を放った。
2010年も開幕二軍スタートではあったが、中盤以降、調子を落とした小山に代わって一軍出場を果たす。8月14日には初のヒーローインタビューを受けた。また、終盤も9月19日に谷繁がケガした時には小山を登録抹消にしていたため、急遽一軍に呼ばれるなど、自己最多の9試合に出場し、第四の捕手として存在感を見せた。
2011年、小田幸平の故障もあって初の開幕一軍入りを果たし、4月15日の横浜戦に途中出場した。6月12日の東北楽天ゴールデンイーグルス戦では岩瀬仁紀とバッテリーを組み、この試合で岩瀬は日本タイ記録となる通算286セーブ目を挙げた。また岩瀬が日本新記録の287セーブ目を挙げた6月16日の福岡ソフトバンクホークス戦でも、捕手を務めた。このシーズン、最終的に一軍では無安打だったものの、10月8日、ファーム日本選手権で2打点を挙げ、MVPを獲得した。
2013年、松井雅人、田中大輔らとの3番手捕手争いに敗れ、わずか6試合の出場に終わった。10月2日に球団から戦力外通告を受け、その後現役引退を表明した。

### 引退後
ブルペン捕手としてチームに留まる予定であったが、ゼネラルマネージャーに落合博満が、監督に谷繁元信がそれぞれ就任すると、一転して2軍バッテリーコーチへの就任を打診され、10月22日、コーチに就任することが球団から発表された。
2015年からはブルペン捕手兼二軍用具補佐に転向し、2019年シーズン終了まで務めた。
2020年シーズンからは一軍担当のブルペン捕手に配置転換された。

## 選手としての特徴・人物
遠投120m級の強肩が魅力の捕手。
野球に対する熱心な姿勢と温厚な性格で人望が厚く、多くの同僚から慕われている。
プロ入り後の一番の思い出として自身が慕う先輩の岩瀬仁紀をリードし、岩瀬の日本記録となる286セーブを演出した2011年6月12日の楽天戦を挙げている。

## 詳細情報

### 年度別打撃成績
| 年 度      | 球 団      | 試 合 | 打 席 | 打 数 | 得 点 | 安 打 | 二 塁 打 | 三 塁 打 | 本 塁 打 | 塁 打 | 打 点 | 盗 塁 | 盗 塁 死 | 犠 打 | 犠 飛 | 四 球 | 敬 遠 | 死 球 | 三 振 | 併 殺 打 | 打 率 | 出 塁 率 | 長 打 率 | O P S |
| ---------- | ---------- | ----- | ----- | ----- | ----- | ----- | -------- | -------- | -------- | ----- | ----- | ----- | -------- | ----- | ----- | ----- | ----- | ----- | ----- | -------- | ----- | -------- | -------- | ----- |
| 2003       | 中日       | 1     | 0     | 0     | 0     | 0     | 0        | 0        | 0        | 0     | 0     | 0     | 0        | 0     | 0     | 0     | 0     | 0     | 0     | 0        | ----  | ----     | ----     | ----  |
| 2004       | 中日       | 6     | 2     | 2     | 0     | 0     | 0        | 0        | 0        | 0     | 0     | 0     | 0        | 0     | 0     | 0     | 0     | 0     | 1     | 0        | .000  | .000     | .000     | .000  |
| 2005       | 中日       | 8     | 7     | 6     | 0     | 0     | 0        | 0        | 0        | 0     | 1     | 0     | 0        | 0     | 0     | 1     | 0     | 0     | 1     | 0        | .000  | .143     | .000     | .143  |
| 2006       | 中日       | 1     | 1     | 1     | 0     | 0     | 0        | 0        | 0        | 0     | 0     | 0     | 0        | 0     | 0     | 0     | 0     | 0     | 1     | 0        | .000  | .000     | .000     | .000  |
| 2008       | 中日       | 3     | 1     | 1     | 0     | 0     | 0        | 0        | 0        | 0     | 0     | 0     | 0        | 0     | 0     | 0     | 0     | 0     | 0     | 0        | .000  | .000     | .000     | .000  |
| 2009       | 中日       | 6     | 10    | 10    | 0     | 1     | 0        | 0        | 0        | 1     | 0     | 0     | 0        | 0     | 0     | 0     | 0     | 0     | 3     | 0        | .100  | .100     | .100     | .200  |
| 2010       | 中日       | 9     | 4     | 4     | 0     | 1     | 1        | 0        | 0        | 2     | 0     | 0     | 0        | 0     | 0     | 0     | 0     | 0     | 1     | 0        | .250  | .250     | .500     | .750  |
| 2011       | 中日       | 11    | 9     | 8     | 0     | 0     | 0        | 0        | 0        | 0     | 0     | 0     | 0        | 0     | 0     | 1     | 0     | 0     | 5     | 0        | .000  | .111     | .000     | .111  |
| 2012       | 中日       | 3     | 6     | 6     | 0     | 0     | 0        | 0        | 0        | 0     | 0     | 0     | 0        | 0     | 0     | 0     | 0     | 0     | 0     | 0        | .000  | .000     | .000     | .000  |
| 2013       | 中日       | 6     | 5     | 5     | 0     | 1     | 0        | 0        | 0        | 1     | 0     | 0     | 0        | 0     | 0     | 0     | 0     | 0     | 3     | 0        | .200  | .200     | .200     | .400  |
| 通算：10年 | 通算：10年 | 54    | 45    | 43    | 0     | 3     | 1        | 0        | 0        | 4     | 1     | 0     | 0        | 0     | 0     | 2     | 0     | 0     | 15    | 0        | .070  | .111     | .093     | .204  |

### 年度別守備成績
| 年   | 捕手   | 捕手 | 捕手 | 捕手 | 捕手 | 捕手 | 捕手 | 捕手   | 捕手   | 捕手   | 捕手   |
| 年   | 守備率 | 試合 | 刺殺 | 補殺 | 失策 | 併殺 | 捕逸 | 企図数 | 許盗塁 | 盗塁刺 | 阻止率 |
| ---- | ------ | ---- | ---- | ---- | ---- | ---- | ---- | ------ | ------ | ------ | ------ |
| 2003 | 1.000  | 1    | 2    | 0    | 0    |      | 0    | 1      | 1      | 0      | .000   |
| 2004 | 1.000  | 5    | 8    | 0    | 0    | 0    | 0    | 0      | 0      | 0      | -      |
| 2005 | 1.000  | 8    | 16   | 3    | 0    | 0    | 0    | 1      | 1      | 0      | .000   |
| 2006 | 1.000  | 1    | 2    | 1    | 0    | 0    | 0    | 0      | 0      | 0      | -      |
| 2008 | 1.000  | 3    | 3    | 0    | 0    | 0    | 0    | 0      | 0      | 0      | -      |
| 2009 | 1.000  | 5    | 20   | 1    | 0    | 1    | 1    | 2      | 1      | 1      | .500   |
| 2010 | 1.000  | 6    | 5    | 0    | 0    | 0    | 0    | 1      | 1      | 0      | .000   |
| 2011 | 1.000  | 11   | 21   | 1    | 0    | 0    | 0    | 3      | 2      | 1      | .333   |
| 2012 | 1.000  | 3    | 23   | 0    | 0    | 0    | 0    | 4      | 4      | 0      | .000   |
| 2013 | 1.000  | 2    | 6    | 1    | 0    | 0    | 0    | 2      | 1      | 1      | .500   |
| 通算 | 1.000  | 43   | 100  | 7    | 0    |      | 1    | 14     | 11     | 3      | .214   |

### 記録
- 初出場：2003年10月9日、対東京ヤクルトスワローズ28回戦（明治神宮野球場）、6回裏に捕手で出場
- 初打席：2004年7月17日、対阪神タイガース16回戦（阪神甲子園球場）、9回表に金澤健人から空振り三振
- 初先発出場：2005年9月30日、対広島東洋カープ20回戦（ナゴヤドーム）、8番・捕手で先発出場
- 初打点：同上、4回裏にケニー・レイボーンから押し出し四球
- 初安打：2009年9月18日、対横浜ベイスターズ21回戦（ナゴヤドーム）、5回裏にスティーブン・ランドルフから左前安打

### 背番号
- 55 （2002年 - 2006年）
- 00 （2007年 - 2010年）
- 38 （2011年 - 2013年）
- 79 （2014年）
- 107 （2015年 - ）